# Шаманьё
Шаманье (фр. Chamagnieu) — коммуна во Франции, находится в регионе Рона — Альпы. Департамент коммуны — Изер. Входит в состав кантона Ла-Верпийер. Округ коммуны — Ла-Тур-дю-Пен.
Код INSEE коммуны — 38067. Население коммуны на 2012 год составляло 1466 человек. Населённый пункт находится на высоте от 202  до 341  метров над уровнем моря. Муниципалитет расположен на расстоянии около 420 км юго-восточнее Парижа, 27 км восточнее Лиона, 75 км северо-западнее Гренобля. Мэр коммуны — M. Jean-Yves Cado, мандат действует на протяжении 2014—2020 гг.
Динамика населения (INSEE):